# 레이크머티리얼즈
주식회사 레이크머티리얼즈(Lake Materials)는 대한민국의 유기금속 화합물(전구체, 촉매) 기업이다.

## 역사 및 현황
연간 120톤의 황화리튬 생산 능력을 보유하고 있다.
주관사를 DB금융투자로 동부스팩 5호를 합병하여 코스닥 시장에 상장하였다.

### 내용주
1. ↑  등기상 설립일